# VM i roning 2019
VM i roning 2019 var den 49. udgave af VM i roning, der blev afholdt i Ottensheim, Østrig fra 25. august til 1. september 2019.

## Medaljesammendrag

### Medaljeoversigt
*   Værtsnation ( Østrig)
| Rank               | Nation               | Guld | Sølv | Bronze | Total |
| ------------------ | -------------------- | ---- | ---- | ------ | ----- |
| 1                  | New Zealand (NZL)    | 4    | 2    | 0      | 6     |
| 2                  | Italien (ITA)        | 3    | 4    | 2      | 9     |
| 3                  | Kina (CHN)           | 3    | 1    | 0      | 4     |
| 4                  | Tyskland (GER)       | 3    | 0    | 3      | 6     |
| 5                  | Holland (NED)        | 2    | 4    | 3      | 9     |
| 6                  | Australien (AUS)     | 2    | 3    | 3      | 8     |
| 7                  | Irland (IRL)         | 2    | 1    | 1      | 4     |
| 8                  | USA (USA)            | 2    | 0    | 2      | 4     |
| 9                  | Polen (POL)          | 1    | 2    | 1      | 4     |
| 10                 | Canada (CAN)         | 1    | 1    | 1      | 3     |
| 11                 | Norge (NOR)          | 1    | 0    | 1      | 2     |
| 12                 | Kroatien (CRO)       | 1    | 0    | 0      | 1     |
| 12                 | Ukraine (UKR)        | 1    | 0    | 0      | 1     |
| 14                 | Rumænien (ROU)       | 0    | 2    | 0      | 2     |
| 14                 | Rusland (RUS)        | 0    | 2    | 0      | 2     |
| 16                 | Danmark (DEN)        | 0    | 1    | 1      | 2     |
| 16                 | Frankrig (FRA)       | 0    | 1    | 1      | 2     |
| 18                 | Japan (JPN)          | 0    | 1    | 0      | 1     |
| 18                 | Ungarn (HUN)         | 0    | 1    | 0      | 1     |
| 20                 | Storbritannien (GBR) | 0    | 0    | 4      | 4     |
| 21                 | Brasilien (BRA)      | 0    | 0    | 1      | 1     |
| 21                 | Israel (ISR)         | 0    | 0    | 1      | 1     |
| Total (22 nations) | Total (22 nations)   | 26   | 26   | 25     | 77    |

### Mændenes konkurrencer
| Event                     | Guld | Guld                   | Sølv | Sølv                   | Bronze | Bronze                 |
| Åbenvægts konkurrencer    | Åbenvægts konkurrencer | Åbenvægts konkurrencer | Åbenvægts konkurrencer | Åbenvægts konkurrencer | Åbenvægts konkurrencer | Åbenvægts konkurrencer |
| ------------------------- | --- | ---------------------- | --- | ---------------------- | --- | ---------------------- |
| M1x                       | Oliver Zeidler · Tyskland (GER) | 6:44.55                | Sverri Sandberg Nielsen · Danmark (DEN) | 6:44.58                | Kjetil Borch · Norge (NOR) | 6:44.84                |
| M2x                       | Kina · Liu Zhiyu · Zhang Liang | 6:05.68                | Irland · Philip Doyle · Ronan Byrne | 6:06.25                | Polen · Mirosław Ziętarski · Mateusz Biskup | 6:07.87                |
| M4x                       | Holland · Dirk Uittenbogaard · Abe Wiersma · Tone Wieten · Koen Metsemakers | 5:51.75                | Polen · Dominik Czaja · Wiktor Chabel · Szymon Pośnik · Fabian Barański                                                                                       | 5:55.59                | Italien · Filippo Mondelli · Andrea Panizza · Luca Rambaldi · Giacomo Gentili                                                                                     | 5:56.11                |
| M2-                       | Kroatien · Martin Sinković · Valent Sinković | 6:42.28                | New Zealand · Thomas Murray · Michael Brake | 6:45.47                | Australien · Sam Hardy · Joshua Hicks | 6:51.81                |
| M4−                       | Polen · Mateusz Wilangowski · Mikołaj Burda · Marcin Brzeziński · Michał Szpakowski                                                                                            | 6:09.86                | Rumænien · Mihăiță Vasile Țigănescu · Mugurel Semciuc · Ștefan Constantin Berariu · Cosmin Pascari                                                            | 6:11.41                | Storbritannien · Matthew Rossiter · Oliver Cook · Rory Gibbs · Sholto Carnegie                                                                                    | 6:11.71                |
| M8+                       | Tyskland · Johannes Weißenfeld · Laurits Follert · Christopher Reinhardt · Torben Johannesen · Jakob Schneider · Malte Jakschik · Richard Schmidt · Hannes Ocik · Martin Sauer | 5:19.41                | Holland · Bjorn van den Ende · Ruben Knab · Jasper Tissen · Simon van Dorp · Maarten Hurkmans · Bram Schwarz · Mechiel Versluis · Robert Lücken · Aranka Kops | 5:19.96                | Storbritannien · Thomas George · James Rudkin · Josh Bugajski · Moe Sbihi · Jacob Dawson · Oliver Wynne-Griffith · Matthew Tarrant · Thomas Ford · Henry Fieldman | 5:22.35                |
| Letvægts konkurrencer     | |                        | |                        | |                        |
| LM1x                      | Martino Goretti · Italien (ITA) | 6:59.48                | Péter Galambos · Ungarn (HUN) | 7:02.37                | Sean Murphy · Australien (AUS) | 7:04.55                |
| LM2x                      | Irland · Fintan McCarthy · Paul O'Donovan | 6:37.28                | Italien · Stefano Oppo · Pietro Ruta | 6:39.71                | Tyskland · Jonathan Rommelmann · Jason Osborne | 6:41.07                |
| LM4x                      | Kina · Zhang Zhiyuan · Chen Sensen · Lü Fanpu · Zeng Tao | 5:53.63                | Italien · Lorenzo Fontana · Alfonso Scalzone · Catello Amarante II · Gabriel Soares                                                                           | 5:55.01                | Holland · Damion Eigenberg · David Kampman · Ward van Zeijl · Bart Lukkes                                                                                         | 5:56.06                |
| LM2−                      | Italien · Giuseppe Di Mare · Raffaele Serio | 6:37.75                | Rusland · Nikita Bolozin · Maksim Telitsyn | 6:42.07                | Brasilien · Vangelys Pereira · Emanuel Borges | 6:45.28                |
| Para-ronings konkurrencer | |                        | |                        | |                        |
| PR1M1x                    | Roman Polianskyi · Ukraine | 9:12.99                | Aleksey Chuvashev · Rusland | 9:19.43                | Erik Horrie · Australien | 9:23.86                |
| PR2M1x                    | Corné de Koning · Holland | 8:42.78                | Jeremy Hall · Canada | 8:47.44                | Daniele Stefanoni · Italien | 9:11.55                |
| PR3M2−                    | Canada · Kyle Fredrickson · Andrew Todd | 7:16.42                | Australien · William Smith · Jed Altschwager | 7:17.83                | Frankrig · Jérôme Hamelin · Laurent Viala | 7:24.00                |

### Kvindernes konkurrencer
| Event                       | Guld | Guld              | Sølv | Sølv              | Bronze | Bronze            |
| Openweight events           | Openweight events | Openweight events | Openweight events | Openweight events | Openweight events | Openweight events |
| --------------------------- | --- | ----------------- | --- | ----------------- | --- | ----------------- |
| W1x                         | Sanita Pušpure · Irland (IRL) | 7:17.14           | Emma Twigg · New Zealand (NZL) | 7:20.56           | Kara Kohler · USA (USA) | 7:22.21           |
| W2x                         | New Zealand · Brooke Donoghue · Olivia Loe | 6:47.17           | Rumænien · Nicoleta-Ancuța Bodnar · Simona Radiș | 6:48.55           | Holland · Roos de Jong · Lisa Scheenaard | 6:49.22           |
| W4x                         | Kina · Chen Yunxia · Zhang Ling · Lü Yang · Cui Xiaotong | 6:34.65           | Polen · Agnieszka Kobus · Marta Wieliczko · Maria Springwald · Katarzyna Zillmann                                                                               | 6:36.59           | Holland · Olivia van Rooijen · Inge Janssen · Sophie Souwer · Nicole Beukers                                                                         | 6:36.62           |
| W2−                         | New Zealand · Grace Prendergast · Kerri Gowler | 7:21.35           | Australien · Jessica Morrison · Annabelle McIntyre | 7:23.62           | Canada · Caileigh Filmer · Hillary Janssens | 7:26.52           |
| W4−                         | Australien · Olympia Aldersey · Katrina Werry · Sarah Hawe · Lucy Stephan                                                                                   | 6:43.45           | Holland · Ellen Hogerwerf · Karolien Florijn · Ymkje Clevering · Veronique Meester                                                                              | 6:45.55           | Danmark · Ida Jacobsen · Frida Sanggaard Nielsen · Hedvig Rasmussen · Christina Johansen                                                             | 6:47.84           |
| W8+                         | New Zealand · Ella Greenslade · Emma Dyke · Lucy Spoors · Kelsey Bevan · Grace Prendergast · Kerri Gowler · Elizabeth Ross · Jackie Gowler · Caleb Shepherd | 5:56.91           | Australien · Leah Saunders · Jacinta Edmunds · Bronwyn Cox · Georgina Rowe · Rosemary Popa · Annabelle McIntyre · Jessica Morrison · Molly Goodman · James Rook | 5:59.63           | USA · Felice Mueller · Kristine O'Brien · Meghan Musnicki · Dana Moffat · Olivia Coffey · Emily Regan · Gia Doonan · Erin Reelick · Katelin Guregian | 6:01.93           |
| Letvægtsroning konkurrencer | |                   | |                   | |                   |
| LW1x                        | Marie-Louise Dräger · Tyskland (GER) | 7:43.98           | Chiaki Tomita · Japan (JPN) | 7:47.28           | Madeleine Arlett · Storbritannien (GBR) | 7:49.82           |
| LW2x                        | New Zealand · Zoe McBride · Jackie Kiddle | 7:15.32           | Holland · Marieke Keijser · Ilse Paulis | 7:19.51           | Storbritannien · Emily Craig · Imogen Grant | 7:21.38           |
| LW4x                        | Italien · Giulia Mignemi · Greta Martinelli · Silvia Crosio · Arianna Noseda                                                                                | 6:34.00           | Kina · Cheng Mengyin · Wu Qiang · Chen Fang · Yuan Xiaoyu | 6:36.31           | Tyskland · Fini Sturm · Vera Spanke · Leonie Pieper · Leonie Pless                                                                                   | 6:37.72           |
| LW2−                        | USA · Margaret Bertasi · Cara Stawicki | 7:32.64           | Italien · Sofia Tanghetti · Maria Ludovica Costa | 7:34.20           | Tyskland · Janika Kölblin · Marie-Christine Gerhardt                                                                                                 | 7:37.72           |
| Pararonings konkurrencer    | |                   | |                   | |                   |
| PR1W1x                      | Birgit Skarstein · Norge | 10:18.83          | Nathalie Benoit · Frankrig | 10:24.07          | Moran Samuel · Israel | 10:30.19          |
| PR2W1x                      | Kathryn Ross · Australien | 9:37.30           | Annika van der Meer · Holland | 9:56.84           | Katie O'Brien · Irland | 10:01.64          |
| PR3W2−                      | USA · Molly Moore · Jaclyn Smith | 8:06.51           | Italien · Greta Muti · Maryam Afgei | 9:20.71           | Ingen uddelt | Ingen uddelt      |